# 甲拌磷寡肽酶
甲拌磷寡肽酶（英语：Thimet oligopeptidase，EC编号：EC3.4.24.15），又称TOP，是一种M3金属蛋白酶。 这些酶存在于动植物中，具有独特的功能。在动物和人类中，它们参与肽的降解，如缓激肽、神经降压素、血管紧张素I和Aβ肽，有助于调节生理过程。 在植物中，它们的作用与靶向肽的降解和通过水杨酸依赖性应激信号传导对病原体的免疫反应有关。在拟南芥中，TOP1和2已被确定为植物中水杨酸结合的靶标。 这些TOP是了解水杨酸介导的信号传导的关键成分，其中存在与不同成分的相互作用并且大多数途径是未知的。

## 名字与起源
在英语中，Thimet是Thiolsensitive metalo的缩写。这组酶曾有许多名字，包括但不限于可溶性金属蛋白酶（soluble metalloproteinase）、Pz-肽酶（Pz-peptidase）、胶原酶样肽酶（collagenase-like peptidase）、硫美特肽酶和内肽酶24.15（endopeptidase 24.15）、金属内肽酶（Metalloendoprptidase）等。在1992 年，国际生物化学与分子生物学联盟提出了“硫柳肽寡肽酶”作为这组酶的名称，并保留下来。
TOP于1983年第一次从大鼠脑匀浆中发现并纯化。如今，已知TOP主要分布在人和大鼠的垂体、大脑和睾丸中。在植物中，特别是拟南芥，这些酶最近被发现是20S蛋白酶体和水杨酸结合蛋白的一部分。

## 家族
甲拌磷寡肽酶是属于MA族、MA亚族（E）、M3族和M3A亚族的金属肽酶。M3家族由8个其他成员组成，例如神经溶素（EC 3.4.24.16）、糖溶素（EC:3.4.24.37）、寡肽酶MepB、寡肽酶A、寡肽酶F、寡肽酶PepB等。这些酶在原核生物和真核生物中都发挥着重要作用。

## 拟南芥甲拌磷寡肽酶
在拟南芥中发现了三种类型的TOP，分别是位于线粒体和叶绿体中的TOP1（也称为 OOP、细胞器寡肽酶、TOPorg和Thimet Metalloendopeptidase 1），具有AT5G65620基因；位于胞质溶胶中的TOP2(也被称为Thimet Metalloendopeptidase 2），具有AT5G10540基因，这两种酶的独特基因在果蝇、蚊子和水稻中也得以保留；以及位于胞质溶胶的TOPL（TOP-Like），具有AT1G67690基因。
这些TOP与哺乳动物组织中的相似。拟南芥的TOP1和TOP2与老鼠TOP更相似，氨基酸序列相似度为 28%，而TOPL与小鼠溶血素更相似，氨基酸序列相似度为 34%。

## 生物化学性质
甲拌磷寡肽酶是在氨基酸序列中具有保守序列His-Glu-X-X-His的M3肽酶。这些酶需要硫醇和锌的存在才能发挥其功能。在拟南芥中三种公认的甲拌磷寡肽酶中，只有TOP1和TOP2是参与水杨酸免疫系统反应的TOP酶。它们能够在在6.5至8.5的pH值范围内广泛地发挥作用。TOP酶具有结合并形成二聚体的能力，因此它们可以作为单体和二聚体存在。
TOP1和TOP2被认为是在蛋白质序列中具有93%相似性的同源物。它们的结构有两个域。然而，由于结构域I中螺旋α6、α9和 α20的位置不同，这些结构域在TOP1中比在TOP2中更接近。因此，TOP1具有封闭形式，TOP2则具有开放形式。与TOP1不同，TOP2在其序列中不包含N端富含丝氨酸的区域。根据细胞内的定位，TOP1被认为是一种具有双重定位的细胞器寡肽酶，而TOP2 被命名为细胞溶质寡肽酶。

## 在植物中的功能与相互作用

### 肽降解
TOP1在蛋白质输入线粒体和叶绿体期间，将不需要的肽降解。这个功能可以解释为TOP1结构闭合构象的变化。由结构域I和II生成的球形代表体积约为3000 Å3的催化腔。在肽降解过程中，只有当两个结构域分开时才能发生底物结合，从而允许游离靶向肽进入并结合到空腔（活性位点）。酶底物复合物由几种非共价作用力维持：疏水和极性相互作用。该过程受到肽的大小的限制。因此，只有体积大致相同（约3,000 Å3）的肽才能被酶降解。可被切割的肽为8至23个氨基酸残基。
此外，有人提出TOP1也发生在其他类型肽的降解中。该酶能消除细胞器线粒体和叶绿体中未折叠或受损的蛋白质。在蛋白质的切割过程中，酶可以分解肽片段，无需任何严格的序列要求，仅受肽大小的限制。
TOP2是发生在胞质溶胶中的蛋白水解活性的一部分。在拟南芥中，该酶通过分解5到17个氨基酸残基之间的肽，在对氧化应激的反应和氧化蛋白质的降解中发挥作用。

### 压力信号和免疫反应
水杨酸，被认为是一种酚类化合物，参与植物内的不同生物过程。这种化合物与其他激素一起有助于生长和发育调节。此外，它们也可以维持植物免疫反应。为了对抗病原体攻击和压力，水杨酸信号激活模式触发免疫（PTI）、效应触发免疫 (ETI）和细胞程序性死亡（PCD）。TOP1和TOP2已显示出与水杨酸相互作用并介导系统中水杨酸活性的能力。体外实验表明，当这些酶缺失或有缺陷时，对于病原体感染的脆弱性更高。
TOP蛋白水解活性受其单体/二聚体关系的影响。氧化环境会增加二聚体形式并导致蛋白水解活性抑制，同时减少环境，刺激单体积累，然后有利于TOP酶活性。在压力条件下，活性氧类（ROS）的产生增加，对光合作用和PCD造成损害。TOP酶可以调解这种不利条件的反应。TOP1可以调节抗氧化酶向叶绿体的输入。这些抗氧化酶可降低细胞器内的ROS水平。也有人提出看法指TOP1可以输入能够催化水杨酸合成的酶。另一方面，TOP2能控制胞质溶胶中对PCD很重要的信号肽的数量。氧化损伤，例如镉 （Cd2+）压力将会会产生氧化蛋白质，必须将其去除以防止细胞进一步受损。而TOP2有助于降解这些受损蛋白质。该酶通过针对在压力期间暴露的氨基酸残基来降解肽。

### 外源性水杨酸与甲拌磷寡肽酶之间的相互作用
在植物中，内源性水杨酸的激活可以通过外源性水杨酸进行。低于10 μM的低水平外源性水杨酸有助于减少非生物压力造成的损害并增加光合作用。相反，高水平的外源性水杨酸会降低光合作用并导致细胞死亡。这种大量的外源性水杨酸与TOP酶相互作用并导致它们的酶活性降低。在5 mN外源性水杨酸的存在下，TOP1和TOP2活性降低了大约60%。这种酚类化合物通过非竞争机制抑制TOP酶，其中水杨酸结合在与活性位点不同的位点。反应的类型的特征在于最大速度 (Vmax) 降低，而米氏常数 (Km) 保持不变。